# Leche
Leche är en skånsk släkt ursprungligen från Danmark. Namnet synes ha stavats Lecche av släktmedlemmar på 1600-talet.
Ättens äldste kände stamfader var kyrkoherden i Tystrup på Själland Jens Pedersen Leche (död 1626). Hans son Frans (död 1685), blev 1645 kyrkoherde i Barkåkra socken, där han efterträddes av sonen Jöns (död 1710). Den sistnämnde blev far till bland andra Frans Leche (1688—1754), kyrkoherde i Torrlösa, och Johan Leche (1704—1764), professor i Åbo och ledamot av Vetenskapsakademien.

## Personer med efternamnet Leche
- Carl Leche, flera personer
  - Carl Leche (ämbetsman) (1801–1878), lingvist och ämbetsman
  - Carl Leche (militär) (1867–1934), sjömilitär
- Ernst Leche (1897–1978), jurist, häradshövding
- Gunnar Leche (1891–1954), arkitekt
- Hakon Leche (1904–1993), militär
- Hans-Gunnar Leche (1921–2005), psykiater
- Johan Leche (1704–1764), naturforskare, professor
- Mia Leche Löfgren (1878–1966), författare och pacifist
- Richard W. Leche (1898–1965), amerikansk politiker, demokrat, guvernör i Louisiana
- Wilhelm Leche (1850–1927), zoolog, professor
- Wilhelm Julius Leche (1757–1826), prost och språkmästare